# الفرك
الفرك: ويصنع من خبز الصاج السميك والمسمى "اللزاقي"، ويضاف إليه السمن البلدي أو الزبدة البلدية والسكر وتخلط جميعها معاً.